# 西班牙圣诞彩票
西班牙圣诞彩票（西班牙语：Sorteo Extraordinario de Navidad）是一个西班牙国家彩票，俗稱“大胖子”、「大肥仔」。自从1812年以来，每年由西班牙公共管理科发售。以其總獎金來算，被認為是全球最大的彩票。在2006年時，每期最高總獎金為1420億歐元。